# Campôme
Campôme  (en catalan Campome) est une commune française située dans le centre du département des Pyrénées-Orientales, en région Occitanie. Sur le plan historique et culturel, la commune est dans le pays de Conflent, correspondant à l'ensemble des vallées pyrénéennes qui « confluent » avec le lit creusé par la Têt entre Mont-Louis et Rodès.
Exposée à un climat océanique altéré, elle est drainée par la Castellane et par deux autres cours d'eau. Incluse dans le parc naturel régional des Pyrénées catalanes, la commune possède un patrimoine naturel remarquable composé d'une zone naturelle d'intérêt écologique, faunistique et floristique.
Campôme est une commune rurale qui compte 120 habitants en 2022, après avoir connu un pic de population de 365 habitants en 1836. Elle fait partie de l'aire d'attraction de Prades. Ses habitants sont appelés les Campômois ou  Campômoises.

## Géographie

### Localisation
La commune de Campôme se trouve dans le département des Pyrénées-Orientales, en région Occitanie.
Elle se situe à 43 km à vol d'oiseau de Perpignan, préfecture du département, et à 5 km de Prades, sous-préfecture.
Les communes les plus proches sont : 
Molitg-les-Bains (1,0 km), Mosset (3,0 km), Catllar (4,2 km), Conat (4,4 km), Ria-Sirach (5,1 km), Prades (5,3 km), Codalet (5,6 km), Urbanya (6,0 km).
Sur le plan historique et culturel, Campôme fait partie de la région de Conflent, héritière de l'ancien comté de Conflent et de la viguerie de Conflent. Ce pays correspond à l'ensemble des vallées pyrénéennes qui « confluent » avec le lit creusé par la Têt entre Mont-Louis, porte de la Cerdagne, et Rodès, aux abords de la plaine du Roussillon.

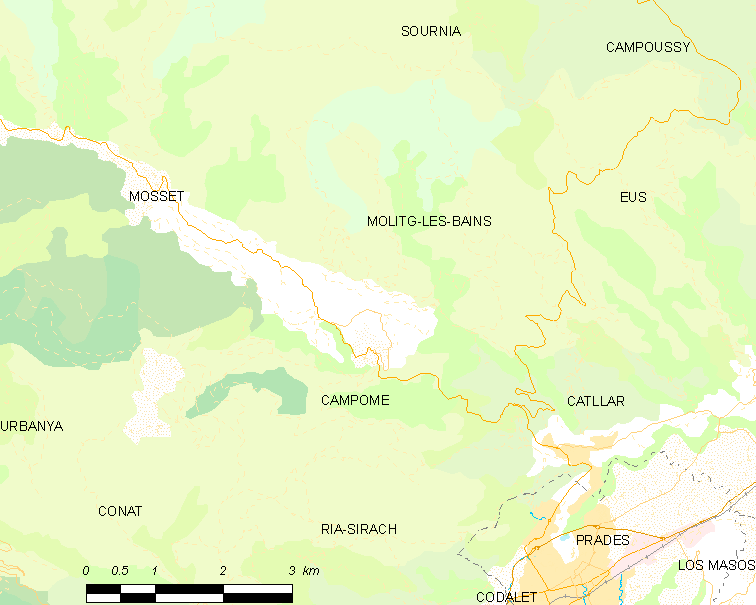
Situation de la commune.

|        | Molitg-les-Bains |         |
| Mosset | Campôme          | Catllar |
|        | Ria-Sirach       |         |

### Géologie et relief
La superficie de la commune est de 526 hectares. L'altitude varie entre 357 et 1 120 mètres.
La commune est classée en zone de sismicité 3, correspondant à une sismicité modérée.

### Climat
Pour des articles plus généraux, voir Climat de l'Occitanie et Climat des Pyrénées-Orientales.
En 2010, le climat de la commune est de type climat méditerranéen altéré, selon une étude du CNRS s'appuyant sur une série de données couvrant la période 1971-2000. En 2020, Météo-France publie une typologie des climats de la France métropolitaine dans laquelle la commune est exposée à un climat de montagne ou de marges de montagne et est dans la région climatique  Pyrénées orientales, caractérisée par une faible pluviométrie, un très bon ensoleillement (2 600 h/an), un air sec, particulièrement en hiver et peu de brouillards.
Pour la période 1971-2000, la température annuelle moyenne est de 12,1 °C, avec une amplitude thermique annuelle de 14,7 °C. Le cumul annuel moyen de précipitations est de 941 mm, avec 7,3 jours de précipitations en janvier et 5 jours en juillet. Pour la période 1991-2020, la température moyenne annuelle observée sur la station météorologique la plus proche, située sur la commune d'Eus à 7 km à vol d'oiseau, est de 13,6 °C et le cumul annuel moyen de précipitations est de 539,8 mm,. Pour l'avenir, les paramètres climatiques de la commune estimés pour 2050 selon différents scénarios d’émission de gaz à effet de serre sont consultables sur un site dédié publié par Météo-France en novembre 2022.

### Milieux naturels et biodiversité

#### Espaces protégés
La protection réglementaire est le mode d’intervention le plus fort pour préserver des espaces naturels remarquables et leur biodiversité associée,.
Dans ce cadre, la commune fait partie.
Un  espace protégé est présent sur la commune : 
le parc naturel régional des Pyrénées catalanes, créé en 2004 et d'une superficie de 139 062 ha, qui s'étend sur 66 communes du département. Ce territoire s'étage des fonds maraîchers et fruitiers des vallées de basse altitude aux plus hauts sommets des Pyrénées-Orientales en passant par les grands massifs de garrigue et de forêt méditerranéenne,.

#### Zones naturelles d'intérêt écologique, faunistique et floristique

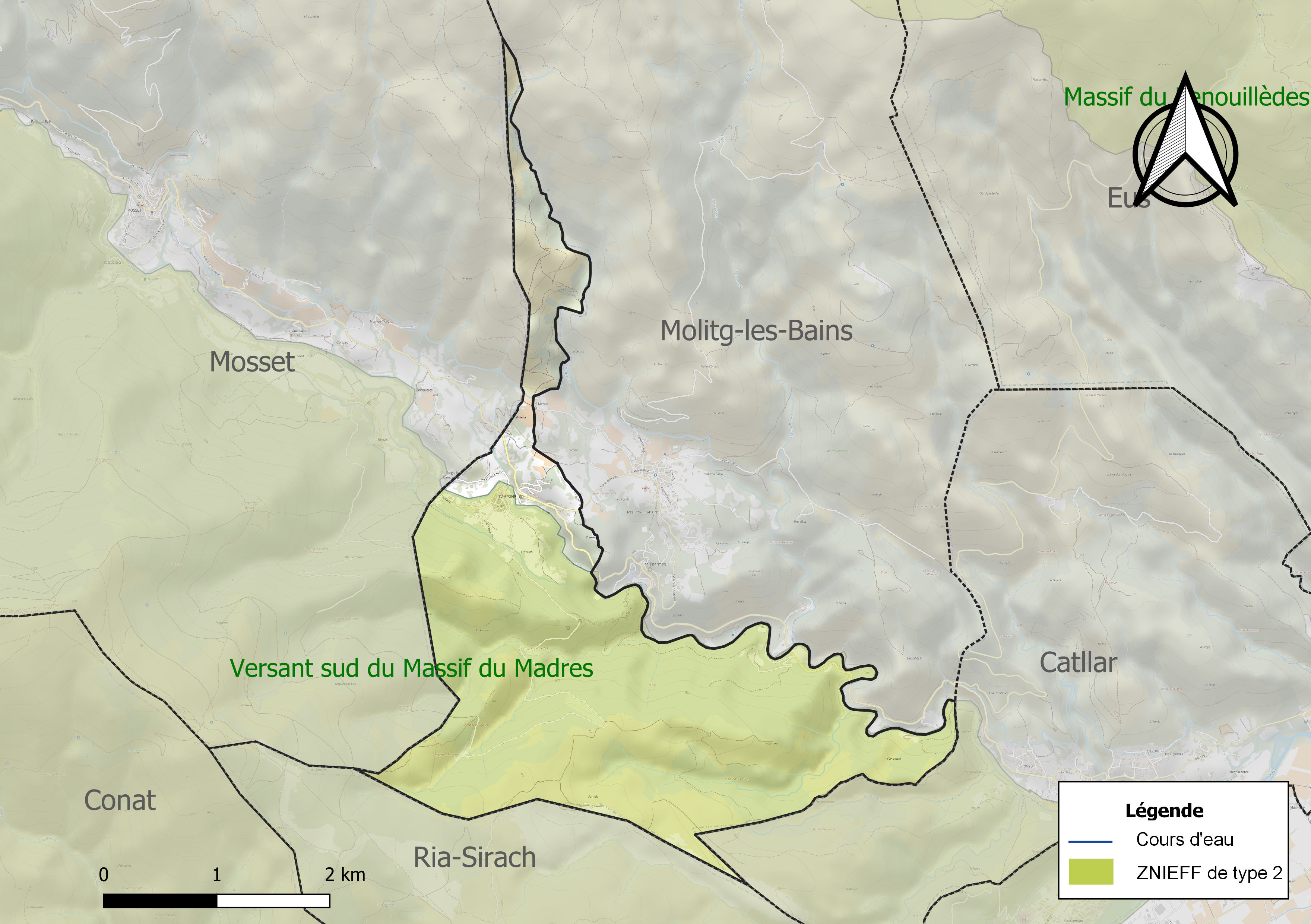
Carte de la ZNIEFF de type 2 localisée sur la commune.

L’inventaire des zones naturelles d'intérêt écologique, faunistique et floristique (ZNIEFF) a pour objectif de réaliser une couverture des zones les plus intéressantes sur le plan écologique, essentiellement dans la perspective d’améliorer la connaissance du patrimoine naturel national et de fournir aux différents décideurs un outil d’aide à la prise en compte de l’environnement dans l’aménagement du territoire.
Une ZNIEFF de type 2 est recensée sur la commune :
le « versant sud du massif du Madres » (27 267 ha), couvrant 27 communes du département.

## Urbanisme

### Typologie
Au 1er janvier 2024, Campôme est catégorisée commune rurale à habitat dispersé, selon la nouvelle grille communale de densité à sept niveaux définie par l'Insee en 2022.
Elle est située hors unité urbaine. Par ailleurs la commune fait partie de l'aire d'attraction de Prades, dont elle est une commune de la couronne,. Cette aire, qui regroupe 26 communes, est catégorisée dans les aires de moins de 50 000 habitants,.

### Occupation des sols
L'occupation des sols de la commune, telle qu'elle ressort de la base de données européenne d’occupation biophysique des sols Corine Land Cover (CLC), est marquée par l'importance des forêts et milieux semi-naturels (89 % en 2018), une proportion identique à celle de 1990 (89 %). La répartition détaillée en 2018 est la suivante : 
milieux à végétation arbustive et/ou herbacée (62,3 %), forêts (26,7 %), zones agricoles hétérogènes (11 %). L'évolution de l’occupation des sols de la commune et de ses infrastructures peut être observée sur les différentes représentations cartographiques du territoire : la carte de Cassini (XVIIIe siècle), la carte d'état-major (1820-1866) et les cartes ou photos aériennes de l'IGN pour la période actuelle (1950 à aujourd'hui).

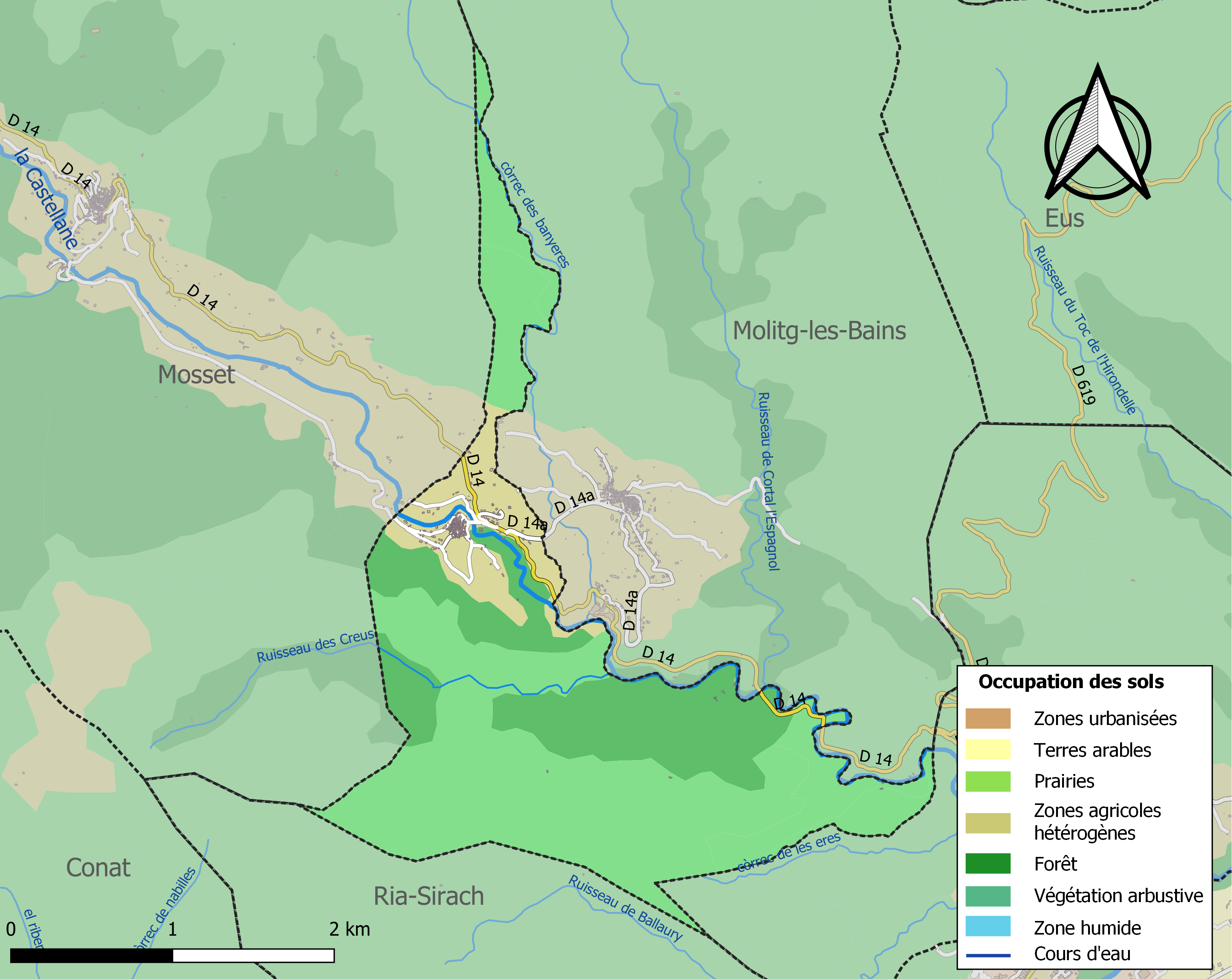
Carte des infrastructures et de l'occupation des sols de la commune en 2018 (CLC).

### Voies de communication et transports
La ligne 523 du réseau régional liO relie la commune à Prades depuis Mosset.

### Risques majeurs
Le territoire de la commune de Campôme est vulnérable à différents aléas naturels : inondations, climatiques (grand froid ou canicule), feux de forêts, mouvements de terrains et séisme (sismicité modérée). Il est également exposé à un risque particulier, le risque radon,.

#### Risques naturels

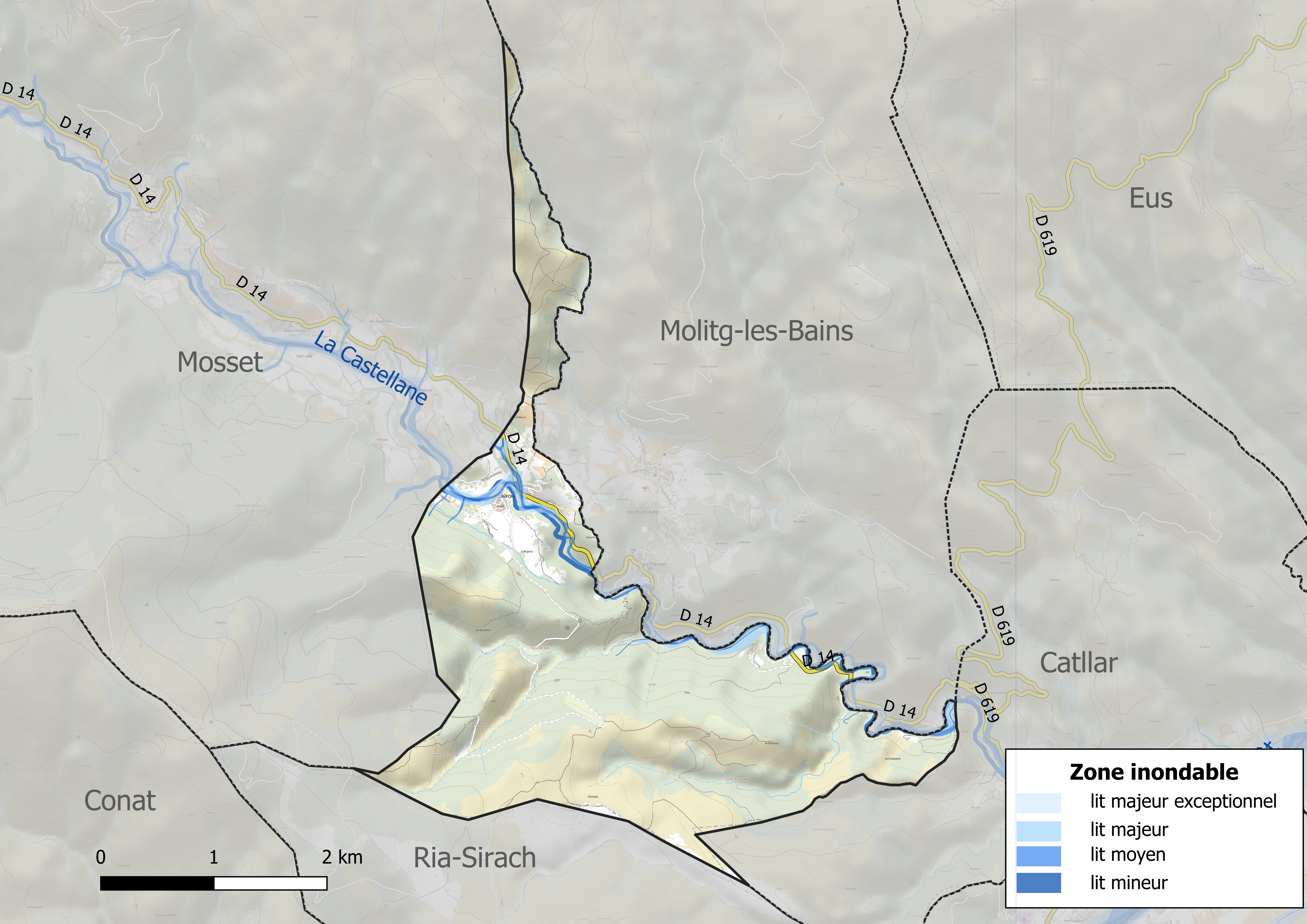
Zones inondables de la commune de Campôme.

Certaines parties du territoire communal sont susceptibles d’être affectées par le risque d’inondation par crue torrentielle de cours d'eau du bassin de la Têt.
Les mouvements de terrains susceptibles de se produire sur la commune sont soit des glissements de terrains, soit des chutes de blocs.

#### Risque particulier
Dans plusieurs parties du territoire national, le radon, accumulé dans certains logements ou autres locaux, peut constituer une source significative d’exposition de la population aux rayonnements ionisants. Toutes les communes du département sont concernées par le risque radon à un niveau plus ou moins élevé. Selon la classification de 2018, la commune de Campôme est classée en zone 3, à savoir zone à potentiel radon significatif.

## Toponymie
En catalan, le nom de la commune est Campome.
Les anciennes mentions connues du nom sont Campo ultimo en 901, Campoltme en 1035 et Camp poma en 1280. Le nom signifie dernier champ. Ce nom peut s'expliquer par le fait que les champs de Campôme sont les plus éloignés de ceux de Molitg, dont dépendait Campôme. Les formes successives sont  Compoltimo, Campoltme, Campolme et enfin Campome. Après la révolution française, la francisation des noms a rajouté un accent circonflexe, bien que rien ne le justifie.
Le lieu de Fornols est mentionné dès 1035 sous le nom de Villa Fornols. Son nom signifie petits fours et renvoie à l'activité de traitement du minerai de fer présente dans la région.

## Histoire
Mentionné dès 901 comme étant le dernier champ cultivé (campo ultimo) de la vallée de Molitg, Campôme reste sous la dépendance de la seigneurie de Paracolls jusqu’en 1792, date à laquelle il devient commune autonome.
Son territoire garde les traces d’une occupation humaine vieille de plus de 10 000 ans : roche gravée du Magdalénien, roches à cupules et gravures du Néolithique, château de Paracolls et sa chapelle, chapelle Saint-Christophe de Fornols du Moyen Âge.
Village essentiellement agricole Campôme, au fil des siècles a également su tirer parti de la force de l’eau de la Castellane pour ses forges et moulins.
Jusqu'en 1793, Campôme faisait partie de la paroisse de Molitg, bien qu'il y eut une chapelle dédiée à sainte Marie.

## Politique et administration

### Canton
En 1790, la commune de Campôme est intégrée dans le canton de Molitg. Celui-ci est rapidement supprimé et la commune rejoint en 1793 le nouveau canton de Mosset. Lui aussi supprimé, Campôme est incluse  en 1801 dans le canton de Prades, qu'elle ne quitte plus par la suite,.
À compter des élections départementales de 2015, la commune est incluse dans le nouveau canton des Pyrénées catalanes.

### Liste des maires
| Période   | Période   | Identité            | Étiquette | Qualité                    |
| --------- | --------- | ------------------- | --------- | -------------------------- |
| 1948      | 1965      | Joseph Gondral      |           | agriculteur                |
| 1965      | 1983      | François Sarda      |           | Avocat au barreau de Paris |
| 1983      | 2001      | Roger Carrere       | DVD       |                            |
| mars 2001 | mars 2014 | Claire Sarda-Vergès | DVG       |                            |
| mars 2014 | mai 2020  | Christophe Carol    |           |                            |
| mai 2020  | En cours  | Jean-Louis Bosc     |           |                            |

## Population et société

### Démographie ancienne
La population est exprimée en nombre de feux (f) ou d'habitants (H).
| 1365 | 1378 | 1515 |
| ---- | ---- | ---- |
| 7 f  | 13 f | 4 f  |

Notes :
- 1365 : pour Fornols ;
- 1378 : dont 5 f pour Fornols ;
- pour les autres années, comptée avec Molitg.

### Démographie contemporaine
L'évolution du nombre d'habitants est connue à travers les recensements de la population effectués dans la commune depuis 1800. Pour les communes de moins de 10 000 habitants, une enquête de recensement portant sur toute la population est réalisée tous les cinq ans, les populations de référence des années intermédiaires étant quant à elles estimées par interpolation ou extrapolation. Pour la commune, le premier recensement exhaustif entrant dans le cadre du nouveau dispositif a été réalisé en 2007.

En 2022, la commune comptait 120 habitants, en évolution de +6,19 % par rapport à 2016 (Pyrénées-Orientales : +3,92 %, France hors Mayotte : +2,11 %).
| 1800 | 1806 | 1821 | 1831 | 1836 | 1841 | 1846 | 1851 | 1856 |
| ---- | ---- | ---- | ---- | ---- | ---- | ---- | ---- | ---- |
| 301  | 330  | 360  | 362  | 365  | 359  | 363  | 364  | 358  |

| 1861 | 1866 | 1872 | 1876 | 1881 | 1886 | 1891 | 1896 | 1901 |
| ---- | ---- | ---- | ---- | ---- | ---- | ---- | ---- | ---- |
| 326  | 330  | 322  | 261  | 266  | 296  | 285  | 277  | 276  |

| 1906 | 1911 | 1921 | 1926 | 1931 | 1936 | 1946 | 1954 | 1962 |
| ---- | ---- | ---- | ---- | ---- | ---- | ---- | ---- | ---- |
| 260  | 264  | 206  | 178  | 149  | 131  | 146  | 105  | 105  |

| 1968 | 1975 | 1982 | 1990 | 1999 | 2006 | 2007 | 2012 | 2017 |
| ---- | ---- | ---- | ---- | ---- | ---- | ---- | ---- | ---- |
| 104  | 102  | 104  | 121  | 106  | 106  | 106  | 113  | 111  |

| 2022 | - | - | - | - | - | - | - | - |
| ---- | - | - | - | - | - | - | - | - |
| 120  | - | - | - | - | - | - | - | - |

| selon la population municipale des années : | 1968 | 1975 | 1982 | 1990 | 1999 | 2006 | 2009 | 2013 |
| Rang de la commune dans le département      | 179  | 147  | 155  | 167  | 182  | 175  | 177  | 176  |
| Nombre de communes du département           | 232  | 217  | 220  | 225  | 226  | 226  | 226  | 226  |

### Manifestations culturelles et festivités
- Fête patronale : 1er dimanche d'août[40].

## Économie

### Emploi
|                | 2008   | 2013   | 2018   |
| -------------- | ------ | ------ | ------ |
| Commune        | 10,3 % | 6 %    | 11,7 % |
| Département    | 10,3 % | 12,9 % | 13,3 % |
| France entière | 8,3 %  | 10 %   | 10 %   |

En 2018, la population âgée de 15 à 64 ans s'élève à 77 personnes, parmi lesquelles on compte 74 % d'actifs (62,3 % ayant un emploi et 11,7 % de chômeurs) et 26 % d'inactifs,. En  2018, le taux de chômage communal (au sens du recensement) des 15-64 ans est inférieur à celui du département, mais supérieur à celui de la France, alors qu'en 2008 il était supérieur à celui du département.
La commune fait partie de la couronne de l'aire d'attraction de Prades, du fait qu'au moins 15 % des actifs travaillent dans le pôle,. Elle compte 15 emplois en 2018, contre 12 en 2013 et 11 en 2008. Le nombre d'actifs ayant un emploi résidant dans la commune est de 49, soit un indicateur de concentration d'emploi de 30,6 % et un taux d'activité parmi les 15 ans ou plus de 56,3 %.
Sur ces 49 actifs de 15 ans ou plus ayant un emploi, 13 travaillent dans la commune, soit 27 % des habitants. Pour se rendre au travail, 85,7 % des habitants utilisent un véhicule personnel ou de fonction à quatre roues, 8,1 % s'y rendent en deux-roues, à vélo ou à pied et 6,1 % n'ont pas besoin de transport (travail au domicile).

### Activités hors agriculture

#### Secteurs d'activités
11 établissements sont implantés  à Campôme au 31 décembre 2019.
Le secteur des activités spécialisées, scientifiques et techniques et des activités de services administratifs et de soutien est prépondérant sur la commune puisqu'il représente 36,4 % du nombre total d'établissements de la commune (4 sur les 11 entreprises implantées  à Campôme), contre 13 % au niveau départemental.

#### Entreprises et commerces
Tout en gardant une économie agricole et son caractère de village de montagne, Campôme propose des hébergements touristiques tout au long de l’année à 1 km de la station thermale de Molitg-les-Bains.

### Agriculture
|               | 1988 | 2000 | 2010 | 2020 |
| ------------- | ---- | ---- | ---- | ---- |
| Exploitations | 10   | 5    | 3    | 2    |
| SAU (ha)      | 58   | 228  | 206  | 33   |

La commune est dans le Conflent, une petite région agricole occupant le centre-ouest du département des Pyrénées-Orientales. En 2020, l'orientation technico-économique de l'agriculture  sur la commune est la polyculture et/ou le polyélevage. Deux exploitations agricoles ayant leur siège dans la commune sont dénombrées lors du recensement agricole de 2020 (dix en 1988). La superficie agricole utilisée est de 33 ha,,.

## Culture locale et patrimoine

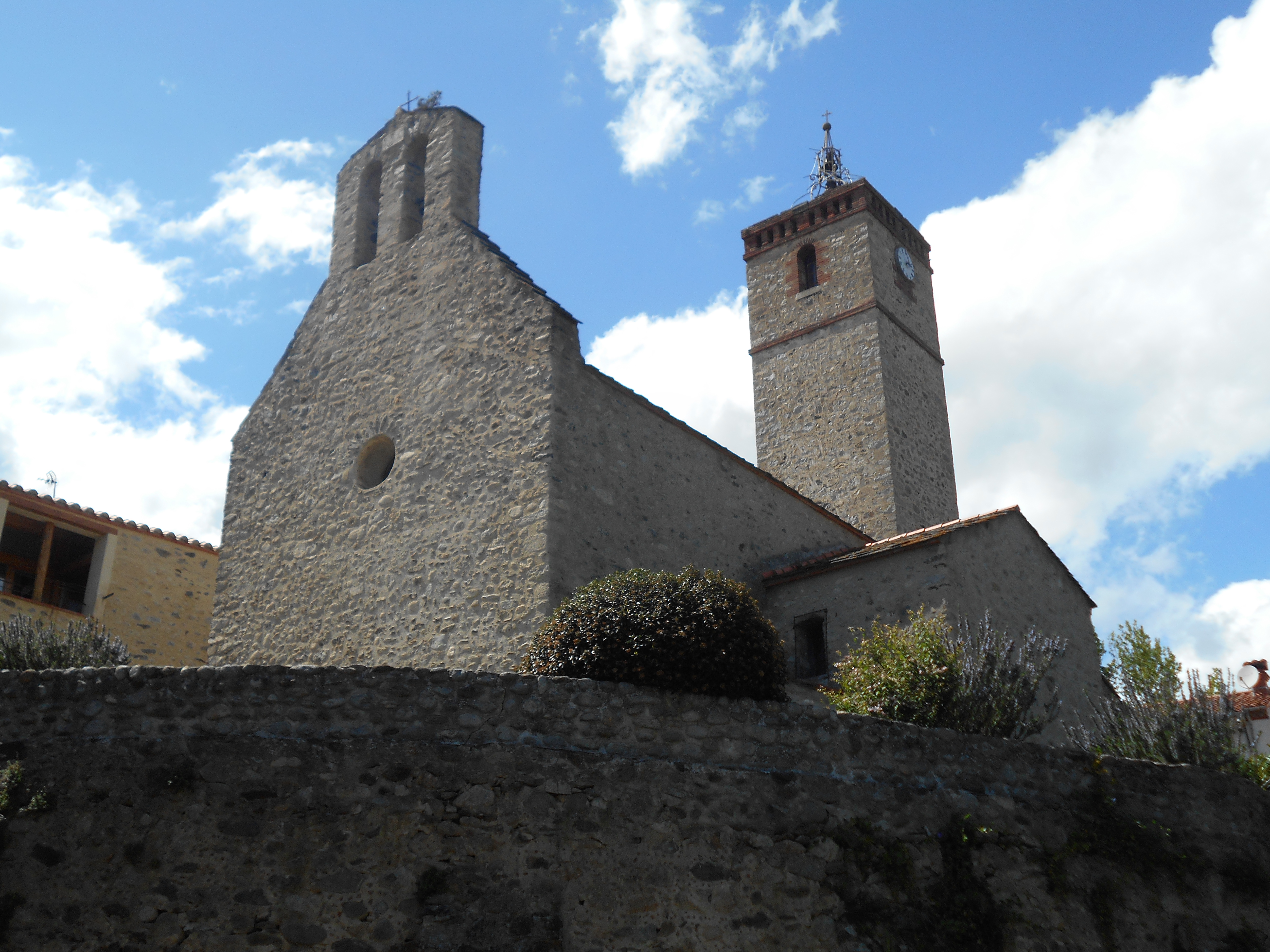
Église de la Nativité-de-Notre-Dame de Campôme

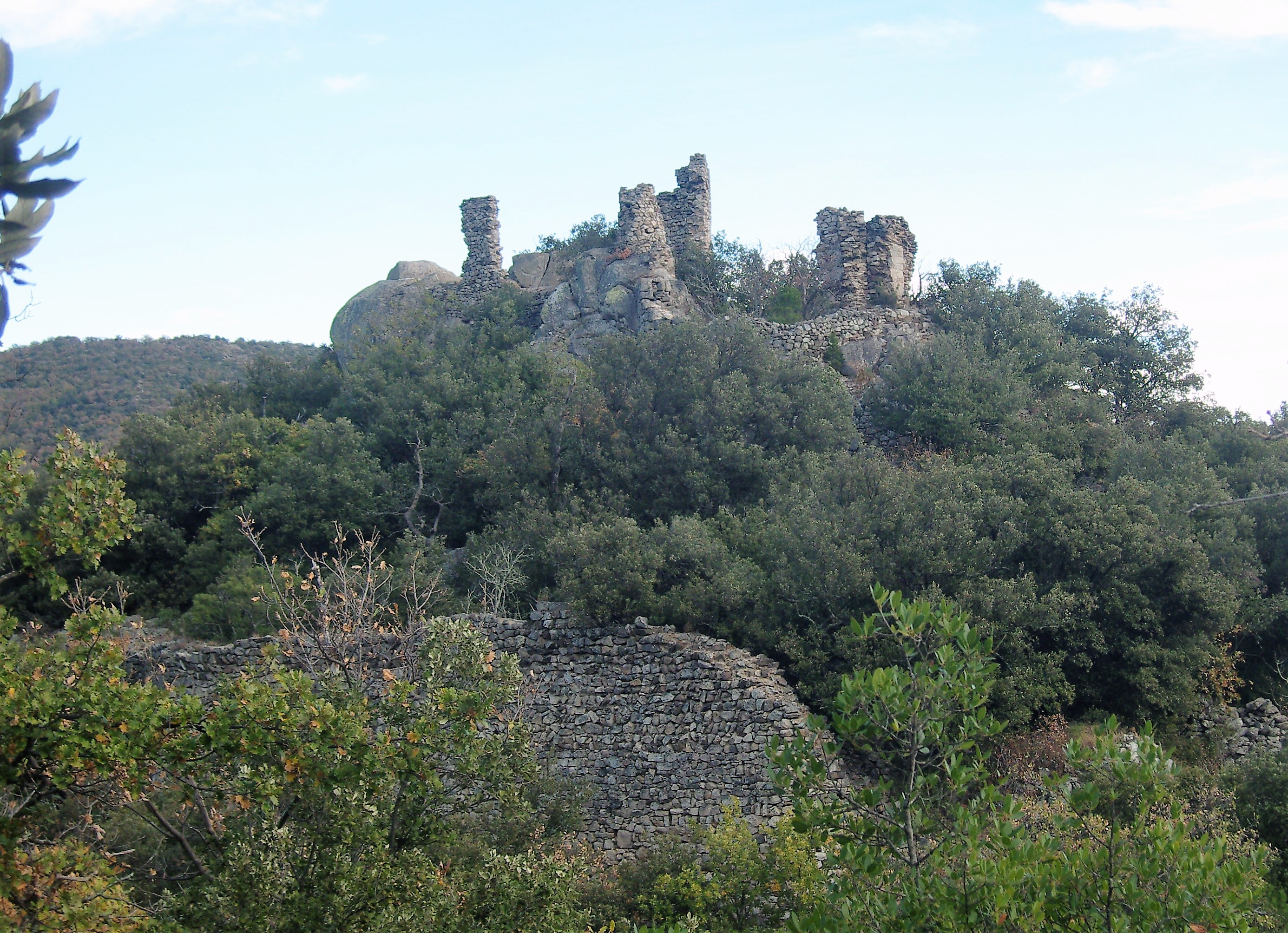
Château ruiné de Paracolls

### Monuments et lieux touristiques
- L'église Sainte-Marie ou de la Nativité de Notre-Dame de Campôme, construite en 1671, est la première église du lieu, qui dépendait auparavant directement de la paroisse de Molitg[44]. Elle est fêtée le 8 septembre (Nativité de Marie) et renferme des retables de l’époque baroque. Les ruelles portent les traces de l’architecture traditionnelle des villages de moyenne montagne : fours à pain, escaliers extérieurs, bancs de pierre.
- L'église Saint-Christophe de Fornols est une église romane en ruines. Dans le même secteur, se trouve le rocher gravé de Fornols, classé monument historique.
- Le château de Paracolls, également en ruines, comprend une église romane dédiée à saint Pierre (chapelle Saint-Pierre du château de Paracolls).

### Personnalités liées à la commune
- François Sarda (1929-2005) : avocat honoraire au barreau de Paris, maire de Campôme de 1965 à 1983[45].